# Alegoria

Eugène Delacroix, Wolność wiodąca lud na barykady (1830), Luwr

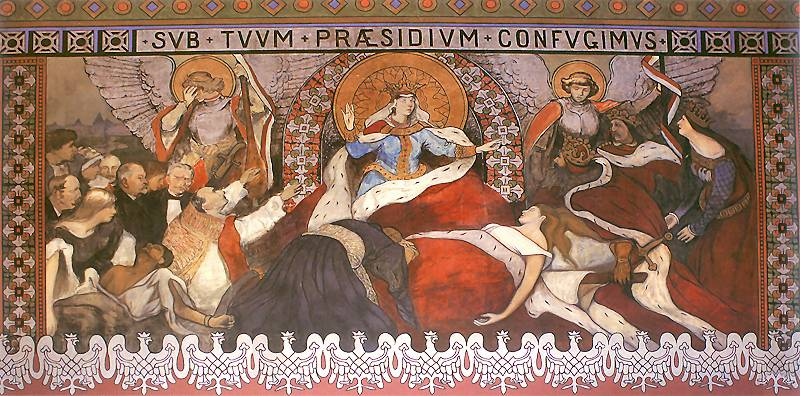
Włodzimierz Tetmajer, alegoria Polski umarłej (1909), katedra św. Mikołaja Biskupa w Kaliszu

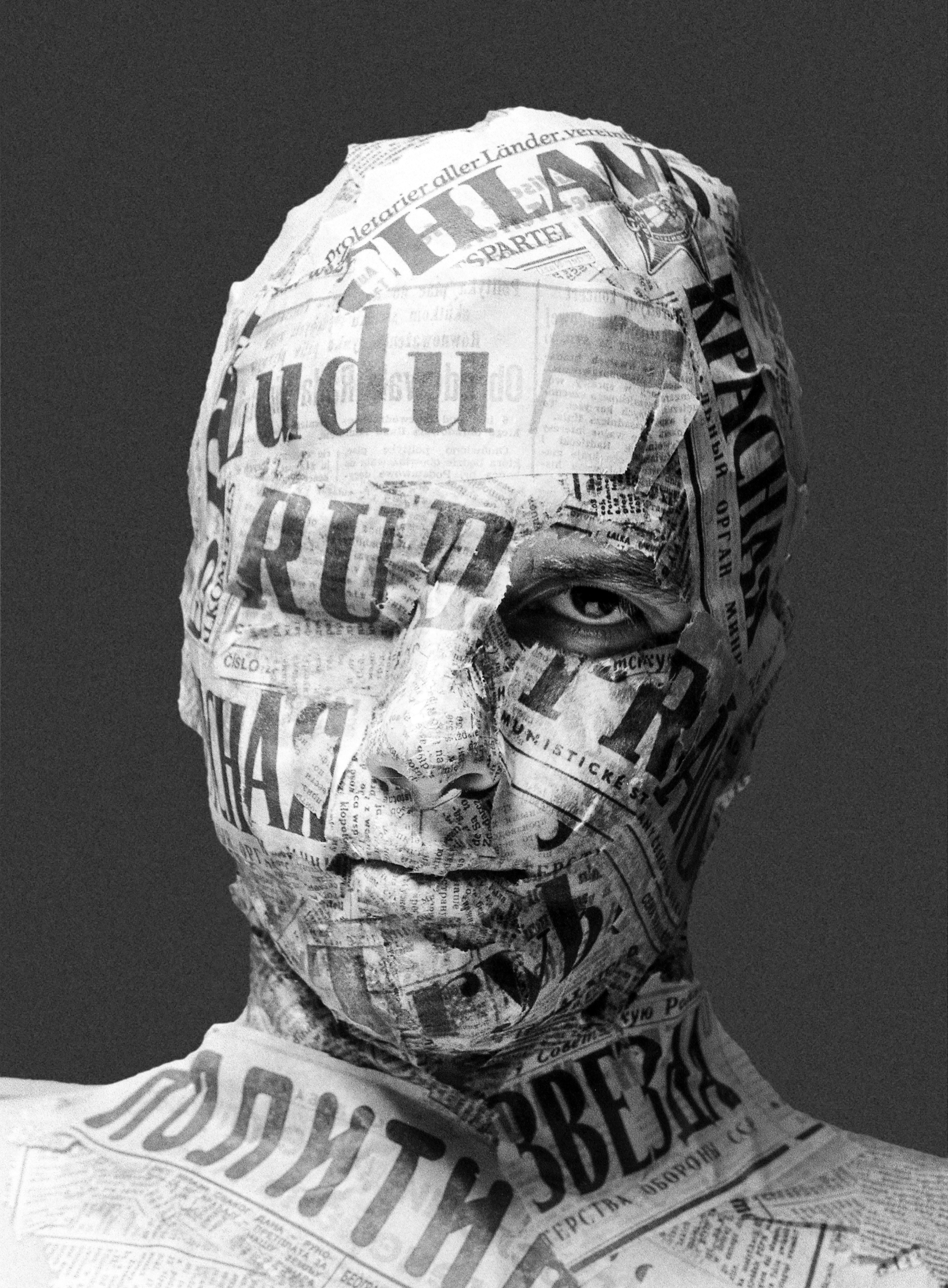
Alegoria cenzury w krajach komunistycznych

Alegoria (stgr. ἀλληγορία allēgoría, od ἀλληγορέω allēgoréo „mówię w przenośni, obrazowo” z ἄλλος allos „inny, różny” i ἀγορεύω agoreuo „przemawiać w zgromadzeniu” z ἀγορά agora „zgromadzenie”)  w literaturze i sztukach plastycznych – obraz plastyczny lub słowny przedstawiający pojęcie, ideę, myśl lub wydarzenie np. poprzez personifikację. Odczytanie alegorii umożliwiają m.in. atrybuty lub emblematy o konkretnym znaczeniu, dlatego, w przeciwieństwie do symbolu, przesłanie alegorii jest zazwyczaj jednoznaczne.
Alegorią posługiwano się już w starożytności, często stosowano ją w średniowieczu (zob. średniowieczny alegoryzm), lecz rozpowszechniła się w okresie renesansu, a zwłaszcza baroku. W XVI i XVII w. publikowano specjalne wydawnictwa zawierające ilustracje, opis i komentarze poszczególnych przedstawień alegorycznych (m.in. Cesarego Ripa Ikonologia pierwsze wydanie w 1593 roku).

## W literaturze
Alegoria jest składnikiem świata przedstawionego utworu (np. jako motyw, postać, fabuła), który poza wyrażonym wprost znaczeniem, przekazuje również treść ogólniejszą, nieraz bardziej abstrakcyjną. Szczególnie często sięgano po nią w literaturze dydaktycznej i moralizatorskiej (w średniowieczu w moralitecie, poematach romansowo-moralizatorskich), dziełach przedstawiających idee polityczne lub historiozoficzne, przypowieściach, a zwłaszcza w bajkach.